# Jörg Echternkamp
Jörg Echternkamp (* 3. Oktober 1963 in Herford) ist ein deutscher Historiker. Er lehrt Neuere und Neueste Geschichte an der Martin-Luther-Universität Halle-Wittenberg und ist wissenschaftlicher Direktor am Zentrum für Militärgeschichte und Sozialwissenschaften der Bundeswehr (ZMSBw) in Potsdam.

## Leben
Echternkamp studierte Geschichtswissenschaft, Romanistik und Pädagogik an der Universität Bielefeld, der Universität Poitiers und der Johns Hopkins University. Mit einer Doktorarbeit über die Entstehung und Entwicklung des deutschen Nationalismus im 18. und 19. Jahrhundert wurde er 1996 bei Hans-Ulrich Wehler in Bielefeld promoviert. Er habilitierte sich 2012 in Halle mit einer Studie zur politischen Funktionalität historischer Deutungen des Zweiten Weltkriegs in Westdeutschland 1945–1955, die 2014 unter dem Titel Soldaten im Nachkrieg publiziert wurde.
Seit 1997 ist Echternkamp Historiker am Zentrum für Militärgeschichte und Sozialwissenschaften der Bundeswehr und seit 2000 Redakteur des Institutsperiodikums Militärgeschichtliche Zeitschrift (MGZ). Von 2002 bis 2004 leitete er das Forschungsprojekt „Zeitalter der Weltkriege“, danach das Forschungsprojekt „Kriegsenden – Nachkriegsordnungen – Folgekonflikte im 19./20. Jahrhundert im Vergleich“ und seit 2010 das Projekt „Europäische Militärgeschichte im 19. und 20. Jahrhundert“. Seit 2016 ist er Projektbereichsleiter „Militärgeschichte der DDR“. Er ist außerplanmäßiger Professor für Neuere und Neueste Geschichte an der Martin-Luther-Universität Halle-Wittenberg, an der er seit 2004 Lehrbeauftragter und seit 2012 Privatdozent war, und wissenschaftlicher Direktor am ZMS.
Echternkamps Forschungsposition steht für eine Analyse und Darstellung der Militärgeschichte als Gesellschaftsgeschichte. Er fungierte als Herausgeber des entsprechenden Standardwerkes Die Deutsche Kriegsgesellschaft 1939 bis 1945 innerhalb der MGFA-Reihe Das Deutsche Reich und der Zweite Weltkrieg.
Neben seiner Forschung am MGFA arbeitete Echternkamp als Gastprofessor und Lehrbeauftragter an Universitäten des In- und Auslandes, so 2004 in Calgary in Kanada. Er war Lehrbeauftragter an der Humboldt-Universität Berlin, der FU Berlin und der Universität Potsdam und 2006 bis 2010 an der Universität Paris 1 (Panthéon-Sorbonne) und war 2006 Gastwissenschaftler am Deutschen Historischen Institut Paris. 2011 war er Visiting Fellow am University College London und 2007 bis 2011 Visiting Fellow am Deutschen Historischen Institut London. 2012/13 war er Inhaber der nach Alfred Grosser benannten Gastprofessur am Institut d’études politiques de Paris. Echternkamp ist Mitglied der Auswahlkommission der Studienstiftung des deutschen Volkes und der deutsch-französischen Historikerkommission.

## Schriften (Auswahl)
Monographien
- Der Aufstieg des deutschen Nationalismus 1770–1840. Campus Verlag, Frankfurt a. M. 1998, ISBN 3-593-35960-X (Zugl.: Universität Bielefeld, Dissertation, 1996).
- Kriegsschauplatz Deutschland 1945. Leben in Angst. Hoffnung auf Frieden. Ferdinand Schöningh Verlag, Paderborn 2006, ISBN 3-506-72892-X.
- Die 101 wichtigsten Fragen: Der Zweite Weltkrieg. C.H. Beck Verlag, München 2010, ISBN 978-3-406-59314-7 (chin. Taiwan 2012).
- Die Bundesrepublik Deutschland 1945/49–1969 (= Seminarbuch Geschichte). Ferdinand Schöningh Verlag / UTB, Paderborn 2013, ISBN 978-3-8252-3724-0.
- Soldaten im Nachkrieg. Historische Deutungskonflikte und westdeutsche Demokratisierung 1945–1955 (= Beiträge zur Militärgeschichte. Bd. 76). De Gruyter Oldenbourg Verlag, München 2014, ISBN 978-3-11-035122-4 (Zugl.: Universität Halle, Habilitationsschrift, 2012).
- Das Dritte Reich. Diktatur, Volksgemeinschaft, Krieg. De Gruyter Oldenbourg, Berlin u. a. 2018, ISBN  978-3-486-75569-5 (= Oldenbourg Grundriss der Geschichte, Bd. 45).

Herausgeberschaften
- mit Sven O. Müller: Die Politik der Nation. Deutscher Nationalismus in Krieg und Krisen 1760–1960. Oldenbourg Verlag, München 2002, ISBN 3-486-56652-0.
- Die Deutsche Kriegsgesellschaft 1939–1945. Erster Halbband: Politisierung, Vernichtung, Überleben. Deutsche Verlags-Anstalt DVA, München 2004, ISBN 3-421-06236-6; Zweiter Halbband: Ausbeutung, Deutungen, Ausgrenzung (= Das Deutsche Reich und der Zweite Weltkrieg. Bd. 9/1–2). DVA, München 2005, ISBN 3-421-06528-4 (engl.: Oxford University Press, 2008/2014).
  - Darin von Echternkamp: Im Kampf an der inneren und äußeren Front. Grundzüge der deutschen Gesellschaft im Zweiten Weltkrieg, Band 2, S. 1–92.
- mit Stefan Martens: Der Zweite Weltkrieg in Europa. Erfahrung und Erinnerung. Im Auftrag des Deutschen Historischen Instituts Paris und des Militärgeschichtlichen Forschungsamtes. Ferdinand Schöningh Verlag, Paderborn 2007, ISBN 978-3-506-76470-6 (engl.: Berghahn Books, Oxford/New York 2010, paperback 2013).
- mit Manfred Hettling: Bedingt einsatzbereit. Soldatengedenken in der Bundesrepublik. Vandenhoeck & Ruprecht, Göttingen 2008, ISBN 978-3-525-36756-8.
- mit Thomas Vogel und Wolfgang Schmidt: Perspektiven der Militärgeschichte. Raum, Gewalt und Repräsentation in historischer Forschung und Bildung. Oldenbourg Verlag, München 2010, ISBN 978-3-486-58816-3.
- mit Stefan Martens: Militär in Deutschland und Frankreich 1870–2010. Vergleich, Verflechtung und Wahrnehmung zwischen Konflikt und Kooperation. Ferdinand Schöningh Verlag, Paderborn 2012, ISBN 978-3-506-77336-4.
- Kriegsenden, Nachkriegsordnungen und Folgekonflikte. Wege aus dem Krieg im 19. und 20. Jahrhundert. Rombach Verlag, Freiburg i.Br. 2012, ISBN 978-3-7930-9712-9.
- mit Manfred Hettling: Gefallenengedenken im globalen Vergleich. Nationale Tradition, politische Legitimation und Individualisierung der Erinnerung. Oldenbourg Verlag, München 2013, ISBN 978-3-486-71627-6.
- mit Hans-Hubertus Mack: Geschichte ohne Grenzen? Europäische Dimensionen der Militärgeschichte vom 19. Jahrhundert bis heute. Im Auftrag des Zentrums für Militärgeschichte und Sozialwissenschaften der Bundeswehr, De Gruyter Oldenbourg, Berlin 2017, ISBN 978-3-11-041118-8.